# Hugo Schröder (Optiker)

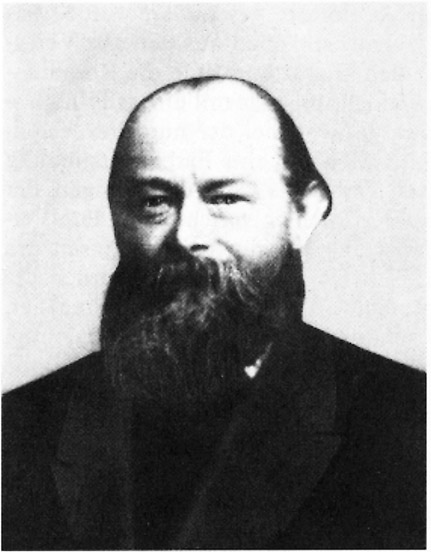
Hugo Schröder

Hugo Schröder (* 18. Oktober 1834 in Parchim; † 31. Oktober 1902 in London) war Optiker in Hamburg. Seine Arbeiten stammen hauptsächlich aus der Zeit 1860 bis 1880.

## Leben
Hugo Schröder erlernte zunächst bei einem Verwandten das Handwerk eines Klavierbauers, um dann ab 1852 bei der Firma Meyerstein in Göttingen in die Lehre als Optiker zu gehen. Er erlernte die Techniken des Objektivbaus von Fraunhofer aus dritter Hand durch Wedemeyer, der bei Spengler in Braunschweig arbeitete, der wiederum ein früherer Schüler von Fraunhofer war. Zwanzig Jahre betrieb er eine eigene Firma in Hamburg, mit der er 1880 nach Oberursel im Taunus übersiedelte. Nach Insolvenz musste er das Geschäft aufgeben und arbeitete als Angestellter einer Londoner Firma. Die Zeit in London wurde 1894/1895 durch einen Aufenthalt in Nordamerika unterbrochen, wo er eine optische Firma leitete. 1902 starb er in London.

## Werk
Hugo Schröder stellte in seiner optischen Werkstatt u. a. Objektive für Teleskope her. Für das Äquatorial der Hamburger Sternwarte fertigte er ein neues Objektiv von 27 cm Öffnung.
1871 engagierte er sich, in Hamburg ein großes Planetarium mit einer Volkssternwarte zu errichten. Dieser Plan scheiterte allerdings an der Finanzierung.
Hugo Schröder baute den sog. Bonner Schröder-Refraktor, der durch Argelander für die Bonner Sternwarte 1874 angeschafft wurde. Der Refraktor wurde von Argelanders Nachfolger, Eduard Schönfeld, für den südlichen Teil der Bonner Durchmusterung verwendet. Der Refraktor hatte eine Öffnung von 15,9 cm und eine Brennweite von 193 cm. Eine Besonderheit ist die schwache, elektrische Gesichtsfeldbeleuchtung, mit der u. a. vermieden werden sollte, schwache Sterne bei der Durchmusterung zu übersehen.
Dem Laufe der Zeit folgend, befasste er sich auch mit Linsenkonstruktionen für photografische Arbeiten, insbesondere der verzerrungsfreien Abbildung über die gesamte Bildfläche. Dabei sah er die Randverzerrung bei Gesichtsfeldwinkel ab ca. 6° als besondere Problematik. Um optische Abbildungsfehler der Coma und des Astigmatismus zu korrigieren, experimentierte er mit verkitteten und unverkitteten Linsenkombinationen.